# Brazílie na Letních olympijských hrách 1960
Brazílie se účastnila Letní olympiády 1960 v italském Římě. Zastupovalo ji 72 sportovců (71 mužů a 1 žena) ve 14 sportech.

## Medailisté
| Medaile | Jméno | Sport     | Soutěž                  |
| ------- | --- | --------- | ----------------------- |
| Bronz   | Edson Bispo dos Santos Moyses Blas Waldemar Blatkauskas Algodão Carmo de Souza Carlos Domingos Massoni Waldyr Geraldo Boccardo Wlamir Marques Amaury Antônio Pasos Fernando Pereira De Freitas Antonio Salvador Sucar Eduardo Schall Jatyr | Basketbal | Turnaj mužů             |
| Bronz   | Manuel dos Santos | Plavání   | Muži 100 m volný způsob |